# Tressa Prisbrey

Mosaikdetail

Tressa Prisbrey (* als Thresie Luella Schaefer 1. Februar 1896 in Easton, Minnesota; † 5. Oktober 1988 in der Nähe von San Francisco) war eine amerikanische Künstlerin, die der Folk Art und Art brut zugerechnet wird. Bekanntheit erlangte sie vor allem durch das von ihr geschaffene Kunstareal „Bottle Village“ in Simi Valley, Kalifornien.

## Leben
1896 wurde Thresie (Tressa) Luella Schaefer in Easton, Minnesota, als jüngstes von acht Kindern von Catherine und Matthew Schaefer geboren. Bis zu ihrem zwölften Lebensjahr besuchte sie eine Schule. 1908 zog die Familie auf ein Gehöft in der Nähe von Minot in North Dakota. Mit fünfzehn Jahren wurde sie 1912 mit dem Ex-Ehemann ihrer Schwester verheiratet, dem 52-jährigen Theodore Grinolds († 1931) und wurde in den folgenden Jahren Mutter von sieben Kindern: Earl (* 1913), Raymond (* 1914), Frank (* 1916), Velma (* 1918), Othea (* 1920), Florence (* 1925) und Hubert (* 1926). 1926 verließ sie ihren Mann und lebte mit ihren Kindern zunächst in Minot, später an verschiedenen Orten im Land und zog ihre Kinder allein auf. Den Unterhalt ihrer Familie bestritt sie mit Gelegenheitsjobs, darunter einer Teilzeitstelle als Kellnerin in North Dakota, Auftritten mit Klavierspiel und Gesang sowie am Fließband bei der Boeing Corporation in Seattle. 1946 zog sie nach Santa Susana (heute ein Stadtteil von Simi Valley) in Kalifornien. Sie lebte in einem Wohnwagen auf dem Grundstück ihrer Schwester Hattie Hansen und arbeitete wie diese auch bei der Tapo Citrus Company.

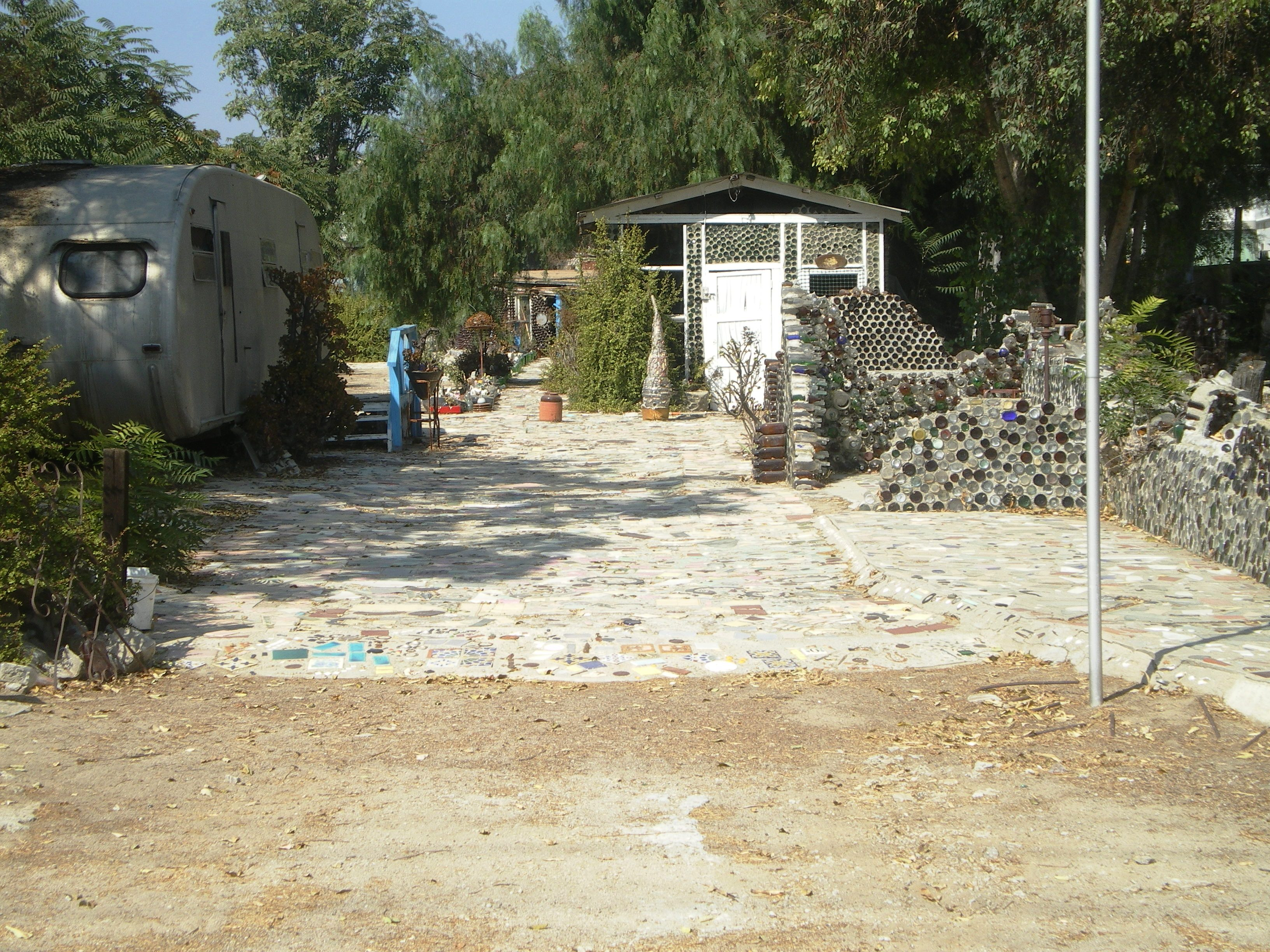
Wohnwagen und Bottle Haus, 2008

Innenraum, 2013

1947 heiratete Tressa Albert Prisbrey (* 1905). 1954 begann sie mit dem Bau eines Zementblockhauses in der Alamo Street mit Unterstützung ihres Ehemannes. 1954/1955 verkaufte sie das Haus, um Krankenhausrechnungen zu bezahlen, und das Paar erwarb ein 1,5 ha großes Grundstück in der Cochran Street, auf dem sie in dem Wohnwagen, einem 1946er „Royal Spartanette“, lebten. Prisbrey montierte die Räder des Trailers ab und verbrachte viel Zeit mit ihren Enkelkindern. In dieser Zeit starb Tressas Tochter Velma Breen. Ab 1956 begann Tressa mit dem Bau von Bottle Village auf ihrem Grundstück. Der größte Teil der Bauarbeiten war 1961 abgeschlossen, aber bis in die 1980er Jahre fügte sie neue Elemente hinzu und verbesserte Bestehendes. Sie genoss Besuche von Freunden, Bekannten, Nachbarn und Reisenden, denen sie die Bauwerke, das Areal und ihre Fundstücke vorführte.
Zwischen 1964 und 1969 verlor Tressa Prisbrey einen Großteil ihrer Familie: Tochter Florence Madison, die Söhne Raymond, Frank und Earl starben und Ehemann Albert kam bei einem Autounfall ums Leben. 1972 verkaufte sie das Bottle Village und pflegte in den nächsten zwei Jahren in Oregon ihren kranken Sohn Hubert, der 1974 starb. Tressa kehrte 1974 nach Bottle Village zurück und lebte dort als Hausmeisterin, gab Führungen und ihre Arbeit rückte zunehmend in den Fokus von Kunstwissenschaftlern. Im Juli 1979 wurde eine gemeinnützige Organisation, das Preserve Bottle Village Committee (PBVC), gegründet, die Gelder sammelte, um das Grundstück zu sichern und eine Unterstützungsgruppe für die kränkelnde Tressa Prisbrey zu bilden. Nachdem sie im Alter von 83 Jahren einige kleine Schlaganfälle erlitten und sich ihr Gesundheitszustand rapide verschlechtert hatte, zog sie im Mai 1982 zu ihrer einzigen überlebenden Tochter, Othea Krieger, nach San Francisco. Im Januar 1986 starb Tressas Schwester Hattie Hanson. 1988 starb Tressa Prisbrey im Alter von 92 Jahren in einem Pflegeheim außerhalb von San Francisco.

## Werk
Zunächst wollte Prisbrey auf ihrem ein Drittel Hektar großen ländlichen Grundstück nur eine Windschutzwand und einen Raum für die Sammlung ihrer rund 17.000 Bleistifte schaffen, da der Wohn- und Lagerraum in ihrem Wohntrailer sehr beengt war, entwickelte daraus aber zwischen 1956 und 1972 eine spektakuläre Architektur aus recycelten Glasflaschen, Zement und Fundstücken, mit denen sie farbig schillernde Gebäude, Skulpturen, Schreine, Wunschbrunnen, Gärten, Pflanzgefäße und Gehwege baute. Alle Gebäude bestehen aus jeweils einem Raum und sind einstöckig. Die Wände sind aus horizontal in Mörtel verlegten Flaschen gebaut, die von einem Fachwerk gehalten werden. Viele der Wände weisen eine Einheitlichkeit der Flaschengröße oder der Farbe auf. Die Innenböden sind aus tausenden in Zement eingebetteten Fundstücken gestaltet. Die Decken waren mit verschiedenen gefundenen miteinander vernähten Stoffen abgehängt. In fast allen Gebäuden verlegte Prisbrey auch Strom.
Da Steine zu teuer waren, entschied sie sich, alte Flaschen mit selbstgemischtem Zement als Baustoff zu verwenden. Flaschen und andere Dinge transportierte sie mit ihrem Studebaker-Pick-up von der Deponie zu ihrem Grundstück. Daneben sammelte sie gefundene Dinge, die andere Menschen weggeworfen hatten. So verwendete sie zur Dekoration in ihren Plastiken, Wänden und Bildern Stoffstücke, Puppenköpfe, Fliesenstücke, Blechschilder, Murmeln, Hufeisen etc. Aus diesen Fundstücken kreierte sie auch die Mosaikwege, die sie zwischen den Häusern und Sitzplätzen anlegte. Sie entwarf und baute alle Gebäude selbst, bis auf die Dächer, die sie mit Hilfe ihrer Söhne fertigstellte. Am Ende bestand Bottle Village aus 13 bis 16 Gebäuden, in denen sie unter anderem verschiedene Sammlungen unterbrachte, und mindestens 22 Skulpturen. Nur das „Muschelhaus“ entwarf sie ursprünglich als Zimmer für ihren krebskranken Sohn und füllte es später mit ihrer Muschelsammlung. Die Sammlungen beinhalteten unter anderem Lippenstifthülsen, Tannenzapfen, Hufeisen, Muscheln, Kürbisse, Zahnbürsten, Bücher, Gläser, Golfschläger, über 600 Puppen und 17.000 Bleistifte. Das Areal vereint als Kunstwerk eine Ansammlung von Hunderttausenden von Wegwerfobjekten aus den späten 1950er- und frühen 1960er-Jahren Amerikas, es ist quasi eine „Zeitkapsel des Alltäglichen, der Zeit und des Ortes“.
Die kreativen Vorüberlegungen und die Arbeit am Bottle Village halfen Prisbrey einerseits, mit den Verlusten und Sorgen in ihrem Leben umzugehen, andererseits milderten die Besuche von Freunden, Bekannten, Nachbarn und Reisenden, denen sie die Bauwerke, das Areal und ihre Fundstücke vorführte, ihre Einsamkeit. Prisbrey flocht anekdotische Geschichten, Witze und teilweise Liederdarbietungen auf dem Piano in ihre Führungen ein und schuf sich so temporär eine „Ersatzfamilie“ mit den Besuchern, deren Interesse und Bewunderung ihrer Arbeit ihr Selbstvertrauen stärkten. Das Bottle Village kann als Ansatz interpretiert werden, um aus Abfällen und Kummer etwas Konstruktives zu machen. Die Gebäude und Verzierungen im Bottle Village enthalten viele Hinweise auf Mutterschaft und „sympathische Magie“, wie Wunschbrunnen, Glückssymbole, religiöse Strukturen usw. Sogar die Gebäude selbst wirken wie auf Kinder zugeschnitten. „Bottle Village ist also nicht nur ein einzigartiger, skurriler, lustiger und brillanter Ansatz für Recycling und Schuppenbau, Bottle Village ist auch ein mutiges und persönliches Statement für die Bedeutung des kreativen Akts im täglichen Leben.“

Wunsch-Bunnen
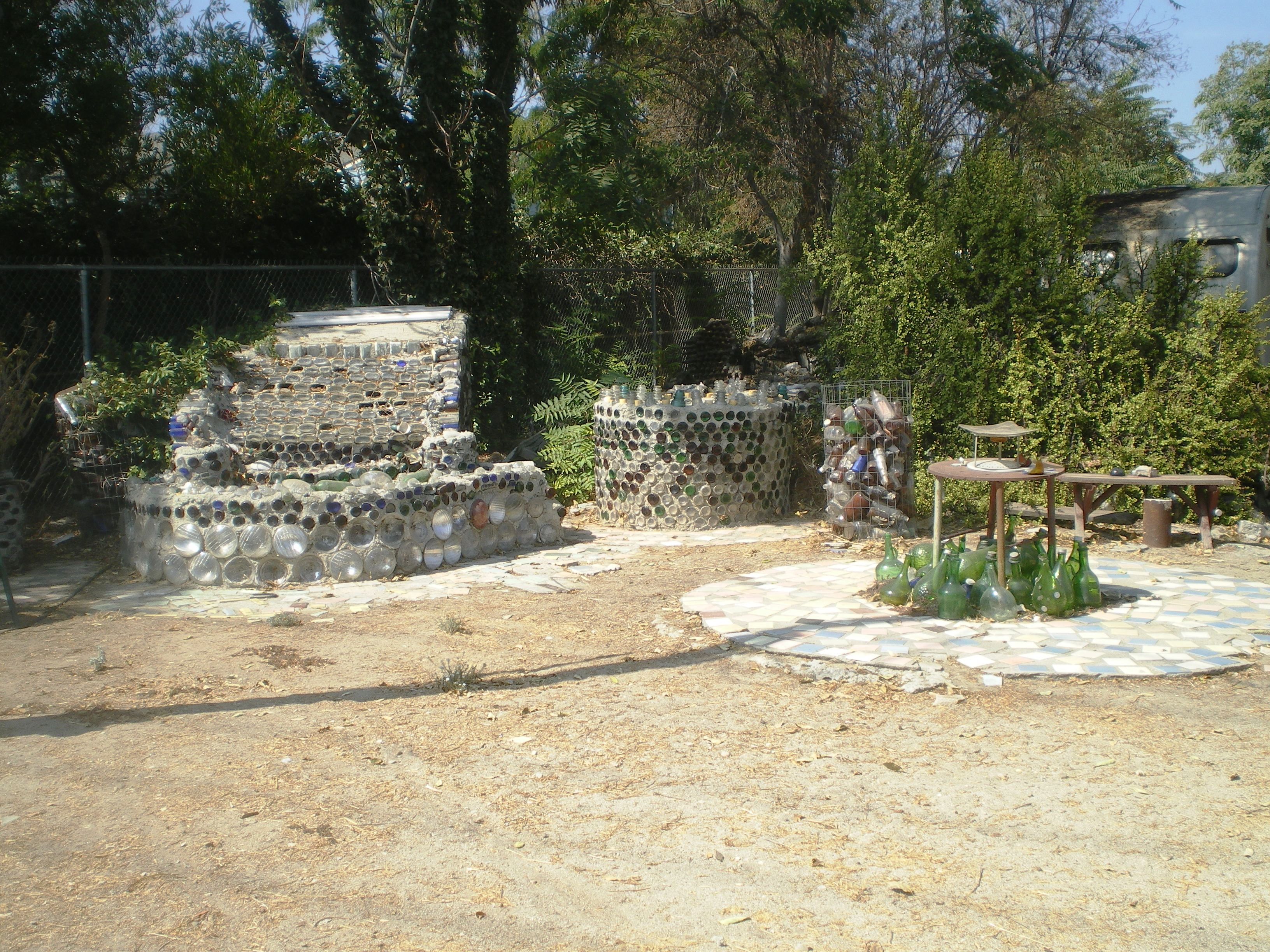
Außengelände, 2008
Innenraum, 2013
Innenraum, 2013
Eines der Häuser, 2013
Round House, 2013
Eines der Häuser, 2013

## Vermächtnis
Allie Light und Irving Saraf drehten und produzierten 1982 die fünfteilige Dokumentar-Mini-Serie Visions of Paradise, von der eine dreißigminütige Episode Prisbreys künstlerisches Schaffen zeigt. Die Serie ist im Besitz des American Visionary Art Museum. Werke von Prisbrey befinden sich auch in der Sammlung des John Michael Kohler Arts Center in Sheboygan.

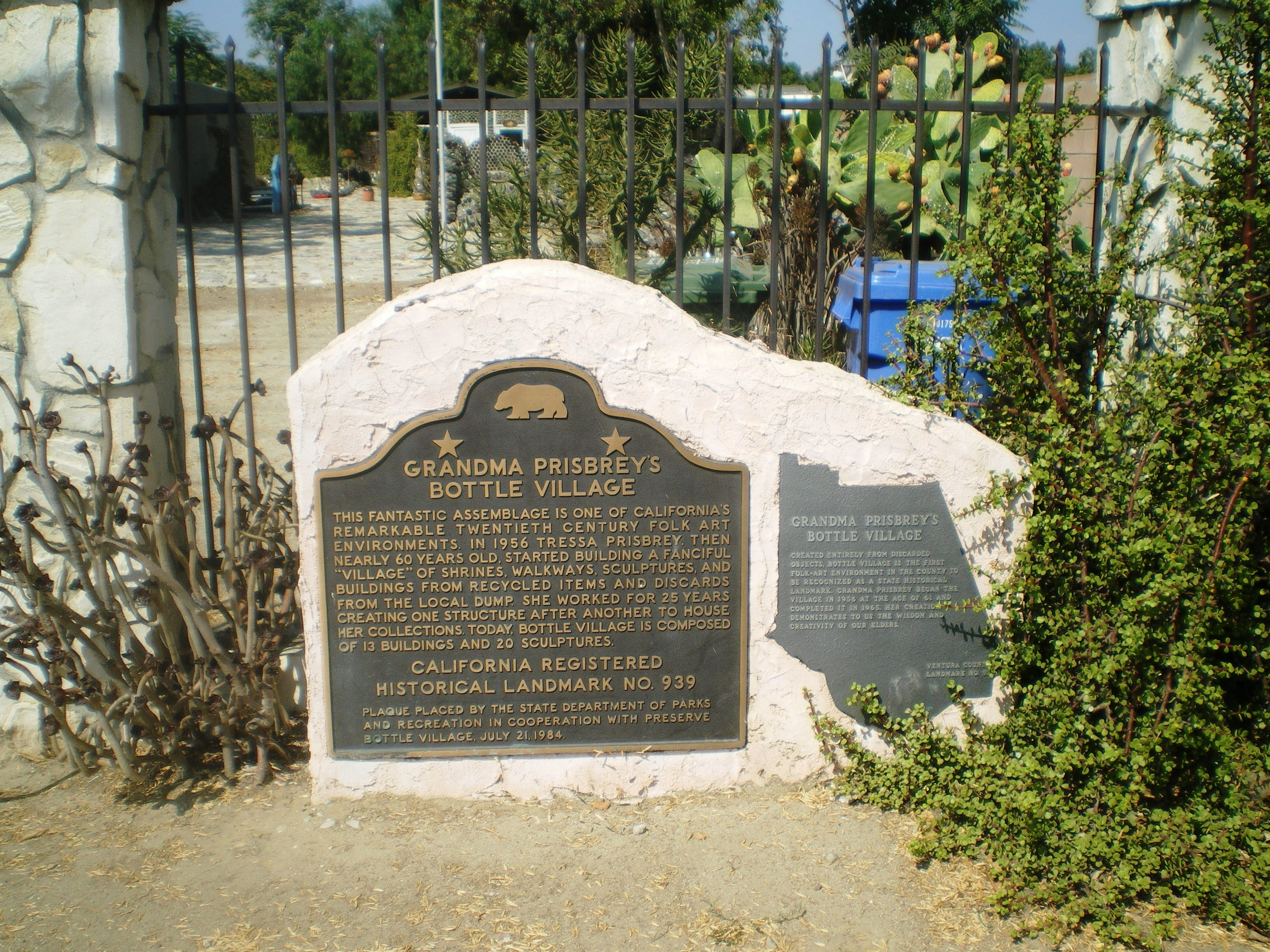

Prisbreys „Bottle Village“ wurde als kulturhistorisch bedeutsame Stätte bzw. historisches Wahrzeichen ausgewiesen: „Ventura County Cultural Landmark“, Kulturdenkmal Nr. 52 von Ventura County (Mai 1979), „City of Simi Valley Cultural Landmark“ und offizielles Wahrzeichen der Stadt Simi Valley (Juni 1979), California Historical Landmark Nr. 939 (Februar 1981) sowie National Register of Historic Places (Oktober 1996).
Die im Juli 1979 zum Erhalt des Bottle Village und zur Unterstützung von Tressa Prisbrey gegründete gemeinnützige Organisation Preserve Bottle Village Committee (PBVC) wurde im Juli 1986 dank einer Schenkung der örtlichen Bank Eigentümer des Grundstücks. Von 1988 bis 1994 führte diese kleine Gruppe Bildungsveranstaltungen und Führungen vor Ort durch und arbeitete mit der Stadtverwaltung von Simi Valley zusammen, um verschiedene Nutzungsgenehmigungen zu erhalten, die einen größeren öffentlichen Zugang ermöglichen sollten. Durch das Northridge-Erdbeben 1994 der Stärke 6,7 wurde das Bottle Village am 17. Januar stark beschädigt und die zerstörten oder beschädigten Gebäude nicht repariert. Im März 1995 bewilligte die Federal Emergency Management Agency (FEMA) 18.900 Dollar für die Erstellung eines Architektur- und Ingenieurberichts durch Experten, der die Möglichkeit eines Wiederaufbaus untersuchte. Im November 1996 wurden die benötigten 485.000 Dollar für Erdbebenreparaturen zugesagt, aber im März 1997 wieder zurückgezogen, nachdem der örtliche Kongressabgeordnete Elton Gallegly einen Antrag gegen den Erhalt von Bundesgeldern für Bottle Village bei Gericht eingereicht hatte. Seit 1998 konnte das Preserve Bottle Village Committee Zuschüsse und Spenden von privaten Stiftungen erlangen, darunter der „Larry Janss – School of the Pacific Islands Foundation“, der „Rothschild-Stiftung“ und der „Gareth Evans – Golden Rule Foundation“.

## Ausstellungen
- 1974–1976: Naives and Visionaries, National Endowment for the Arts / Walker Art Center, Minneapolis / Dayton Art Institute, Dayton / Worcester Art Museum, Worchester / Amon Carter Museum, Fort Worth
- 1975: America Now, United States Information Agency (Wanderausstellung durch Belgrad, Zagreb, Budapest, Bukarest)
- 1976: Grandma Prisbrey, Woman’s Building, Los Angeles (Einzelausstellung)
- 1976: In Celebration of Ourselves, San Francisco Museum of Modern Art, San Francisco (Einzelausstellung)
- 1979–1981: A Look at the Art of the 70's, International Communication Agency, (Wanderausstellung)
- 1985: Divine Disorder: Folk Art Environments of California, Triton Museum of Art, Santa Clara, (Einzelausstellung)
- 1985–1986: A Time to Reap, Seton Hall University, South Orange, New Jersey / American Folk Art Museum, New York City (Wanderausstellung)
- 1986: Cat and a Ball on a Waterfall: 200 Years of California Painting and Sculpture, Oakland Museum of California, Oakland, (Einzelausstellung)
- 1988: Not so Naive: Bay Area Artists and Outsider Art, Museum of Craft and Folk Art, San Francisco, (Einzelausstellung)
- 1989: Forty Years of California Assemblage, UCLA Whyte Gallery, Los Angeles, San Jose Museum of Art, Fresno Art Museum, Joslyn Art Museum (Einzelausstellung), (Wanderausstellung)
- 1989: Women in American Architecture, Pacific Design Center des Museums of Contemporary Art, Los Angeles, (Einzelausstellung), (Wanderausstellung)
- 1990: Ageless, Woman’s Building, Los Angeles, (Einzelausstellung)
- 1995: Visions from the Left Coast, Santa Barbara Contemporary Arts Forum (Museum of Contemporary Art Santa Barbara), Santa Barbara, (Einzelausstellung)
- 1996–1999: Recycled-Reseen, Museum of International Folk Art, Santa Fe, New Mexico, (Wanderausstellung)[10][11]

## Veröffentlichungen (Auswahl)

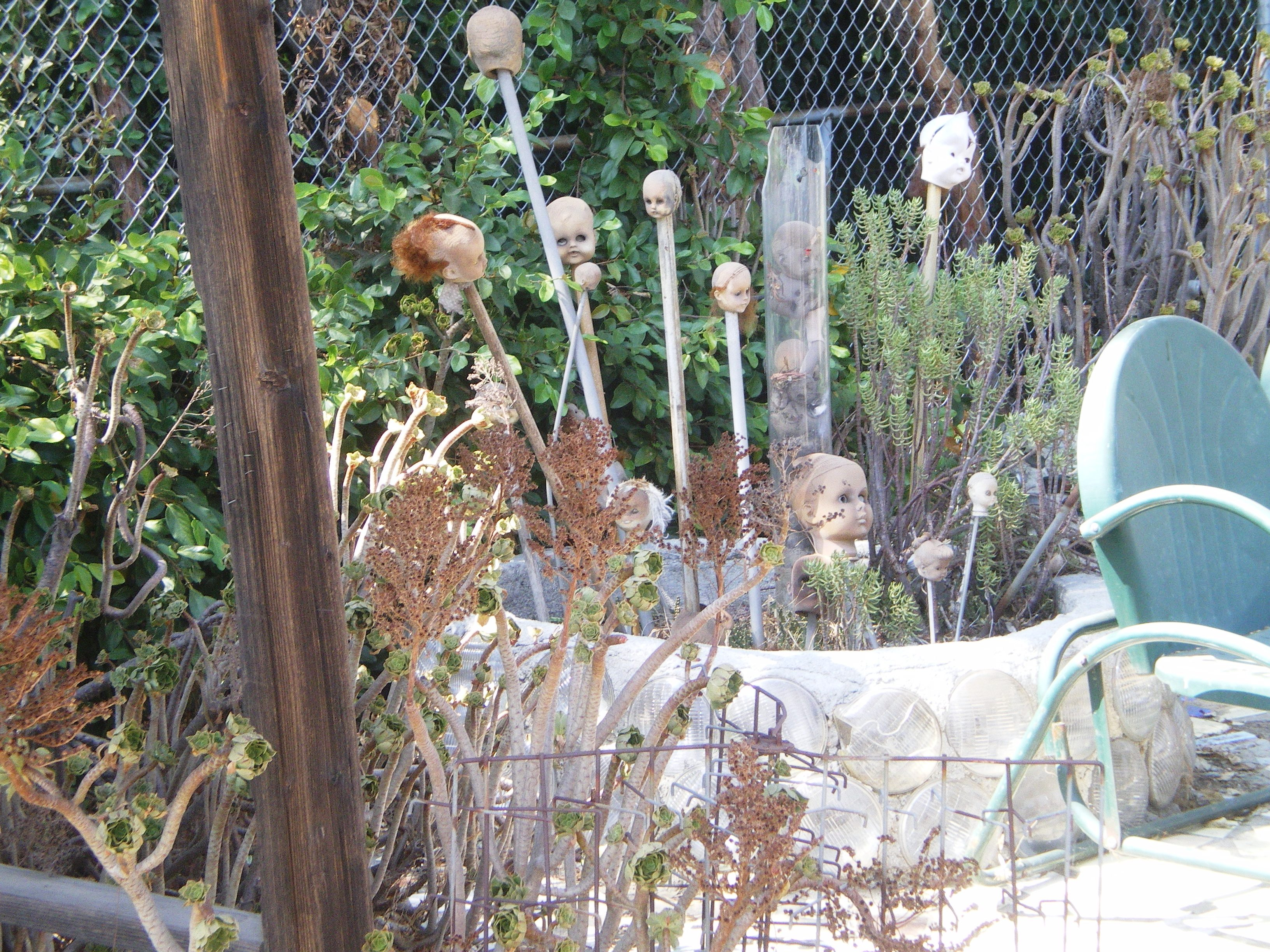
Dolls Head Shrine

Über Tressa Prisbreys Leben und Werk erschienen:
- Geschichte über den Bau von Bottle Village geschrieben von Tressa Prisbrey selbst, veröffentlicht im Selbstverlag, ca. 1961. In dem Buch werden 13 Bauwerke sowie die Gärten, Wege und die meisten Schreine erwähnt.[1]
- 1982: Der „Dolls Head Shrine“ erschien auf dem Cover der LP-Single Mexican Radio der New-Wave-Band Wall of Voodoo.[1]
- Melissa Eskridge Slaymaker: Bottle Houses: The Creative World of Grandma Prisbrey. 2004. Kinderbuch
- Grandma Prisbrey’s Bottle Village. In: Bilyana Dimitrova: To Each His Home. Inspired Interiors as Unique as Their Owners. Princeton Architectural Press 2008, ISBN 978-1-56898-796-5, S. 37–56
- Grandma Prisbrey’s Bottle Village. Bill Appleton, Simi Valley Historical Society: Santa Susana. Arcadia Publishing 2009, ISBN 978-0-7385-7049-5, S. 107–114
- The Bottle Village of Tressa Prisbrey. In: Daniel Wojcik: Outsider Art. Visionary Worlds and Trauma. University Press of Mississippi 2016, ISBN 978-1-4968-0807-3, Chapter 4, Vernacular Environments
- „Grandma“ Prisbrey’s Bottle Village. Tressa Prisbrey (Autor), Kathi Hofer (Hrsg.). 2021. Von Prisbrey verfasster essayistischer Bau- und Lageplan, der autobiografische Züge trägt, mit deutscher Übersetzung